# María Kodama
Pour les articles homonymes, voir Kodama (homonymie).
María Kodama Schweizer, née à Buenos Aires le 10 mars 1937 et morte le 26 mars 2023 à Vicente López, est une femme de lettres argentine, veuve et héritière de Borges.

## Biographie

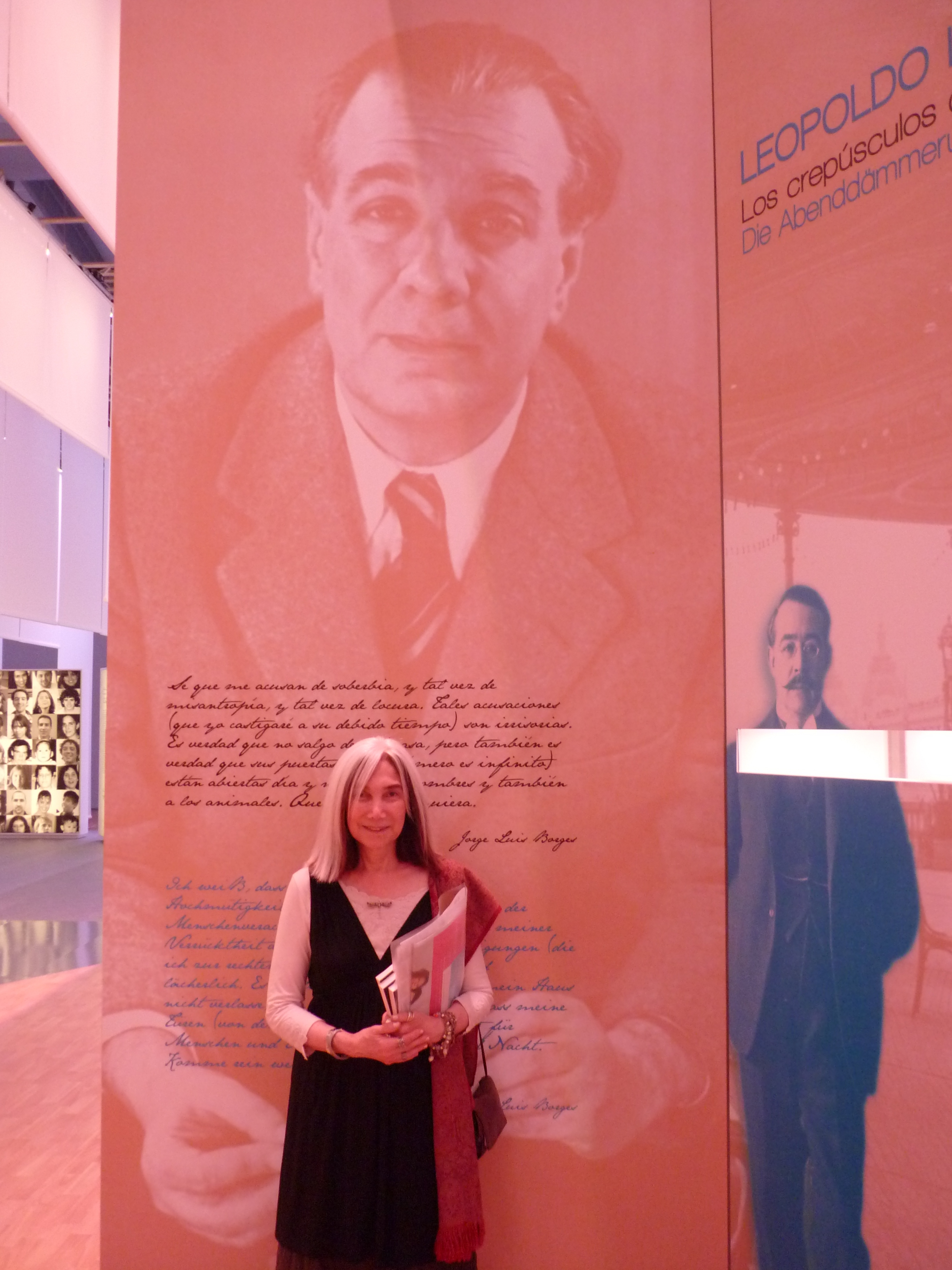
María Kodama en 2010.

Son père était un architecte japonais et un grand admirateur de Jorge Luis Borges. L'écrivain donnait à Buenos Aires des cours privés d'anglais : c'est ainsi qu'elle fit la connaissance de celui dont elle devint l'assistante en 1975, à la mort de la mère de Borges, puis l'épouse le 26 avril 1986. Elle l'aida à écrire Breve antología anglosajona (1978), Atlas (1984), l'un des fruits parmi beaucoup d'autres des voyages du couple autour du monde, et à traduire l'Edda de Snorri en castillan.
María Kodama, héritière universelle de Borges, fut la présidente de la Fundación Internacional Jorge Luis Borges, qui a son siège à Buenos Aires. En 2008, elle promut un processus de création d'un musée consacré à Borges.
À sa mort, aucun document relatif à sa succession n'a été retrouvé, ce qui laisse planer un doute sur l'avenir du patrimoine littéraire de Borges.